# Anubi (fumetto)
Anubi è un graphic novel del fumettista Simone Angelini e dello scrittore Marco Taddei. Edito da GRRRZ Comic Art Books e successivamente ristampato da Coconino Press/Fandango nella collana Coconino Cult. Vincitore del premio Boscarato come "Miglior fumetto italiano" al Treviso Comic Book Festival 2016 e "Miglior fumetto del 2015" per i lettori di Repubblica XL, narra la storia della divinità egizia che ha perduto totalmente la propria veste di Dio finendo in esilio insieme a Horus in una avvilente città di provincia. Nel 2018 è stato pubblicato Horus e nel 2019 Enrico, entrambi spin-off, che con Anubi vanno a comporre una trilogia.

## Trama
La storia inizia con Anubi, imponente e venerata divinità egizia, che viene esiliato insieme a Horus, in una squallida cittadina dei giorni nostri. Dopo aver perso completamente la sua essenza divina e assunto i connotati di una persona normale, mantenendo soltanto l'aspetto e il ricordo dei tempi antichi, conduce una vita desolata, vagabondando tra le vie della città senza mai un soldo, e venendo continuamente insultato e trattato male dai suoi abitanti per via della sua "fama negativa", Anubi infatti è un ex tossico che si porta dietro un passato che lo perseguita. L'unico suo rifugio è un sordido bar che lo accetta, dove beve Campari insieme a dei "conoscenti" che formano i bassifondi della città. I suoi amici sociopatici infatti, sono divisibili in varie categorie in base a come Anubi li visualizza. Ci sono "I tossichetti","Le suore","I vigili urbani" o "I vecchi" e molte altre singole persone che riassumono le sue conoscenze.
Passata questa presentazione al mondo di Anubi, si passa al racconto di vicende personali ed è proprio qui che ci viene raccontata la storia di Enrico. Insieme ad Anubi, i due, formavano insieme agli inizi degli anni 2000 un piccolo gruppo punk e suonavano a Berlino; Enrico era già un tossico all'epoca e con il ritorno a casa di Anubi non viene altro che sancita la sua immersione nella droga. Qui entra in gioco un personaggio particolare, una donna rachitica, paziente e carina nei modi, che semplicemente viene chiamata "scimmia" la quale segue in continuazione Enrico e gli ricorda di drogarsi. È la sua dipendenza. Che anche Anubi ha e che lo perseguita in continuazione. Sarà infatti proprio per colpa della "scimmia" che lo costringeva a non far niente e drogarsi e basta, che Enrico, il quale viveva ormai a casa di Anubi, sarà costretto ad andarsene e vivere da solo.
Anubi vedendo la condizione in cui si era ridotto Enrico decide quindi di trovarsi un lavoro e tra una vicenda assurda e un'altra finisce a lavorare da Victor, un uomo con la faccia da teschio che gestisce un mattatoio. Un lavoro pesantissimo che però ruba tempo ad Anubi e alla sua dipendenza. Tornato infatti da lavoro, si dirigerà al bosco più vicino, sotterrando la propria scimmia e abbandonandola lì, per poi andare ad ubriacarsi guidando la macchina.
Il clima sembra nonostante tutto essere positivo per il protagonista, ma successivamente degli scambi con altri personaggi della città non fanno altro che sottolineare l'emarginazione che inutilmente Anubi subisce. Per esempio "Le suore" lo accusano di colpe assurde solo per il gusto di farlo oppure un assistente dei servizi sociali esprime la propria repressione rifacendosi con i tossici, al posto di aiutarli; in più delle offese scritte nei bagni non fanno altro che aumentare l'odio gratuito nei confronti dell'ex divinità.
Nel frattempo arriva il Natale e Anubi si riunisce con la famiglia, il lettore percepisce che il rapporto è molto travagliato e nonostante un affetto anche profondo nei confronti l'uno degli altri, la distanza tra loro è profonda. La storia prosegue con una scena unica e particolare all'interno della narrazione in cui ci viene presentato Enrico al bar, che non sopporta più il suo nuovo lavoro, la città e le persone, e si sfoga farneticando di progettare una strage. Questa utopica idea però poi si sposterà verso tutti i principali personaggi del libro, che rispondendo alla loro maniera alla domanda su come progettare una strage, creando un clima di allegria e socialità, tra battute e risate, che unisce tutti e che mai prima di allora si era visto all'interno delle vicende.
Passato il Natale, le cose iniziano a degenerare lentamente: Anubi incomincerà ad avere degli incubi legati al passato e alla sua dipendenza, rivivendo una sequenza di finta felicità che culminerà con l'incontro con un teschio, raffigurante la morte. Il giorno dopo, Anubi infatti viene a scoprire che Enrico è morto di overdose. La notizia inizialmente non lo colpisce tanto, ma successivamente sentirà il peso dell'accaduto e andrà a trovare la scimmia di Enrico, traumatizzata per l'evento. Anubi decide quindi di prenderla e portarla via con sé, ma quello che sembra un gesto di carità si rivela invece un vesto estremo, in cui la scimmia verrà abbandonata sul ciglio della strada, con Anubi che se ne andrà via contento.
Nel frattempo entra in scena un altro personaggio, che causerà altri problemi e emarginazione ad Anubi: Miki, una ragazzina, nipote del vicino di casa di Anubi che prenderà una cotta per lui. Miki è infatti la tipica adolescente in crisi che cerca di sembrare più grande agli occhi di Anubi. I due passano molto tempo insieme, e una sera, durante una passeggiata, lei porta Anubi in una casa abbandonata dove vengono svolti bizzarri riti satanici. Qui vengono sorpresi dalle suore che già incolpavano il protagonista di strani rituali; fortunatamente riescono a scappare, ma questo inciderà ancora di più sulla condizione sociale di Anubi. Non molto dopo infatti, a casa sua, si presenterà un nuovo assistente sociale, donna, che incolperà il protagonista di portare una minore in posti abbandonati. La donna sarà tuttavia clemente e chiuderà un occhio sulla faccenda, lasciando ad Anubi uno strano biglietto da visita, che all'apparenza sembrerà quello di assistente sociale, ma che sul retro si rivelerà di un night club. Anubi, incuriosito, decide una sera di dirigersi verso il locale, dove assisterà ad uno spettacolo sadomaso svolto proprio dalla donna.
Questa scelta, porterà definitivamente Anubi verso il baratro, poiché una volta concluso lo spettacolo, i due si troveranno insieme in macchina e dopo una chiacchierata si sposteranno verso casa di Anubi, dove consumeranno un sentimentale rapporto amoroso. Le cose sembrerebbero andare per il meglio, finché alla donna non prende un attacco di rabbia e incomincia a colpire Anubi, ferendolo con un coltello. Anubi completamente spaventato e preso alla sprovvista dalla situazione fugge via ferito, finendo per le strade della città da solo, trovando alla fine delle cure da Miki; successivamente per via del sangue perso, alcune allucinazioni sul suo passato lo travolgono.
Non molto dopo, la situazione sembrerebbe tornata quella di sempre, Anubi è al solito bar che beve come se nulla fosse successo. Ma l'incontro con Bill, lo zio di Miki, riporta la vicenda a un'altra dimensione. Bill lo invita a venire a casa sua perché la nipote le deve parlare: Miki le dice che è incinta di lui, nonostante i due non avessero mai avuto rapporti, infatti spiega proprio che è stata fecondata da un Dio, e come la Madonna è rimasta incinta vergine. Lo zio di Miki, quindi decide che i due si devono sposare e prepara il tutto per una cerimonia. La situazione è assurda e ovviamente Anubi è completamente contrario a tutto ciò e prova ad andarsene, ma Bill lo ferma puntandogli una pistola addosso e premendo il grilletto. La pistola però è scarica e Anubi capisce che è definitivamente arrivato il tempo di andarsene dalla città.
Esce dalla casa di Bill e in silenzio prepara le sue cose, prendendo il primo treno che parte. La storia si sta ormai concludendo e una carrellata di immagini ci fa vedere la città che infine viene definitivamente poco dopo devastata da strani animali, già visti in precedenza che popolavano le fognature. Questi strani animali, aumentati di numero a dismisura, mangeranno i suoi abitanti e distruggeranno la città.
Anubi, in conclusione, prenderà il primo treno che passa, senza biglietto, e si ritroverà a fare i conti col controllore, che in una crisi di ira, legherà e picchierà il povero protagonista nei bagni, per non avere il biglietto. Infine, gliene darà uno pagato, quasi come a ricompensa per le botte che ha preso. La storia finisce con Anubi distrutto da tutto e stremato, che davanti allo specchio della toilette si guarda col visto sfregiato, togliendosi la propria faccia, rivelandosi nient'altro che una maschera, facendo vedere un volto umano pieno di tagli e lividi, infine uscirà dai bagni e si siederà su un posto, con il controllore che nel frattempo gli oblitererà il biglietto.

## Personaggi
Il fumetto all'inizio della narrazione, presenta il Catalogo frenologico dei nuovi amici di Anubi, che comprende:
Questo piccolo excursus nella testa del protagonista, permette di presentare svariati personaggi che sono presenti all'interno della storia, rappresentando i loro problemi e tratti sociali.
- I tossichetti: descritti come un incrocio tra scarafaggi e spore che proliferano in ogni angolo della città; sono per lo più giovani, fratelli o sorelle di altri ragazzi, finiti in galera o morti suicida. Sono dediti a molte attività e rivendono qualsiasi cosa.[5]
- Travis: il tipico uomo della città di provincia che beve e controlla tutto e tutti. Se qualcosa andasse male, non opporrebbe un singolo muscolo per aiutare.[6]
- Il clown: si guadagna da vivere gonfiando palloncini per i bambini, ma in verità è un nazista. La sua vera passione è raccontare barzellette xenofobe o di dubbio gusto su ebrei.[7]
- L'uomo col cancro in faccia: non frequenta i bar, ma spesso si mette con una sedia davanti alla porta della sua casetta a fissare la gente che sta al bar. È sempre solo, ma cerca compagnia.[8]
- Burroughs: va al bar a bere cose bizzarre, come una vodka con acquavite o una tassoni mescolata con l'aperol. È il classico vecchio di paese, scrittore, e si crede che la droga gli abbia dato una super longevità.[9]
- Le suore: sono tre e mai più di tre. Vengono da un vecchio conventino seppellito nelle vie del centro e frequentano il bancone come vere e proprie mosche da bar. Fumano, bevono e sono delle provocatrici.[10]
- I vigili urbani: bevono una sambuca, leggono il giornale tutto il giorno, si guardano intorno. E poi tornano a fare multe. "Sono esseri umani in una forma più improbabile e primordiale".[11]
- I vecchi: non si sa mai cosa cerchino e affilano le loro armi in vista di una resa dei conti contro ogni essere umano che non sia loro. Sono altamente irritabili.[12]

Questi sono i personaggi che rientrano nel Catalogo di Anubi, molti altri sono esterni a questa rappresentazione, ma rientrano comunque all'interno delle vicende.
- Horus: probabilmente l'amico più vicino ad Anubi poiché come lui, è stato esiliato dalla sua condizione divina. Vive ricordando il passato e i tempi andati.
- Enrico: amico di vecchia data di Anubi (i due suonavano insieme in un duo punk). È un tossico perseguitato dalla sua dipendenza ma nonostante tutto tiene alla precisione delle cose e nella vita.
- Scimmie: così chiamate, sono delle giovani donne rachitiche; vivono e seguono in continuazione Anubi e Enrico e rappresentano la loro dipendenza.
- Miki: è la nipote del vicino di casa di Anubi. È una ragazzina di 16 anni che cerca di apparire più grande agli occhi degli altri. Si comporta come la tipica adolescente confusa, tra una cotta atipica e strane compagnie.
- Victor: è il datore di lavoro di Anubi, gestisce un mattatoio. Ha uno strano senso dell'umorismo e fa in continuazione battute.
- Linda: la nuova assistente sociale di Anubi. È una donna adulta dagli strani gusti sessuali, lavora in un night club dove pratica sadomaso.
- Genitori di Anubi: li vediamo soltanto durante il Natale. Sembrano felici, ma il rapporto che hanno con Anubi è assolutamente distaccato. Si parlano poco, senza mai affrontare argomenti specifici.[3]

## Accoglienza
Anubi ha ricevuto un'accoglienza quasi all'unanimità positiva, da parte del pubblico e della critica, vincendo infatti il premio "Boscarato" come migliore fumetto italiano al Treviso Comic Book festival 2016, il premio come "Miglior fumetto del 2015" per i lettori di Repubblica XL e venendo inserito tra i 10 migliori fumetti del 2015 secondo Just Indie Comics e Fumettologica. Inoltre il book trailer del fumetto, realizzato da Simone Angelini, è arrivato in finale al Trailers Film Fest 2016 di Milano.

### Critica
(Tonio Troiani, Fumettologica)
(Simone Cilli, Lo spazio bianco)
Il fumetto è stato elogiato in particolare per essere stato uno dei migliori graphic novel del 2015. I temi trattati e la maniera in cui sono stati creati sono stati ampiamente lodati: la maschera da Dio indossata dal protagonista consente di attuare una velata e veritiera critica alla nostra società e ai nostri modi di fare, partendo dal lato più intimo e introspettivo, fino al lato più universale e capitalistico. I microcosmi creati da Taddei consentono di rappresentare un lato del nostro sistema e della nostra anima che vengono rielaborati come poche volte è stato fatto e con una totale originalità nei metodi narrativi. La visione catastrofica dell'autore non può nulla di fronte al dramma a cui ci mette a confronto: il reale problema siamo noi o il mondo? Tematiche già affrontate, ma assolutamente rielaborate in chiave moderne rendendo l'opera più che innovativa che mai. Il fumetto è stato anche paragonato alle opere di Andrea Pazienza per le tematiche affrontate, in particolare a Zanardi, per la crudezza, intimità e realtà del tutto.

## Stile
Lo stile grafico di Angelini è composto da disegni che evocano un tono dismesso, la mancanza di prospettive e le anatomie traballanti rendono il tratto infatti semplice e al contempo malinconico, in un ambiente che diventa underground. Le chine, piatte e schiacciate, riescono al meglio nel rappresentare il nichilismo e malumore delle vicende e i personaggi sono essenziali e resi perfettamente da una elaborata sintesi, che riesce ad essere efficace al massimo per la storia narrata.
Infine i disegni si sposano perfettamente con i testi di Taddei, che utilizza una prosa scarna e brutale che non rinuncia a monologhi, dialoghi e riflessioni, senza mai cadere nella finta moralità o scontatezza, che consente così, di poter indagare a fondo sulla complessità dell'animo umano.. Infine, la sceneggiatura si alterna perfettamente in più sottotrame che sfogano l'esperienza vissuta dell'autore, creando un microcosmo che si allarga intorno al protagonista.

## Edizioni
- Anubi, prima stampa, GRRRZ Comic Art Books, novembre 2015, 320 pagine b/n.[24]
- Anubi, prima ristampa, GRRRZ Comic Art Books, febbraio 2016, 320 pagine b/n + 14 inedite.[25]
- Anubi, seconda ristampa GOLD, GRRRZ Comic Art Books, marzo 2017, 320 pagine b/n + 14 inedite (tiratura limitata a 300 copie con variant cover e titoli in lamina d'oro)[26]
- Anubi, seconda ristampa, GRRRZ Comic Art Books, maggio 2017, 320 pagine b/n + 14 inedite.
- Anubi, riedizione, Coconino Press/Fandango, maggio 2018.

Sei pagine inedite di Anubi, narranti due nuove vicende, sono apparse su Linus nel febbraio e agosto 2016.
Una storia inedita di Anubi di sei pagine è apparsa su Alias Comics, allegato de il manifesto nel novembre 2018.
Anubi e Horus sono i protagonisti di "Il tema di Ascanio" pubblicazione della collana Fumetti nei musei in collaborazione con il Mibact.
L'inedito "Anubi e il tema di storia" appare sulla Smemoranda 2021.